# Bota de mitja canya

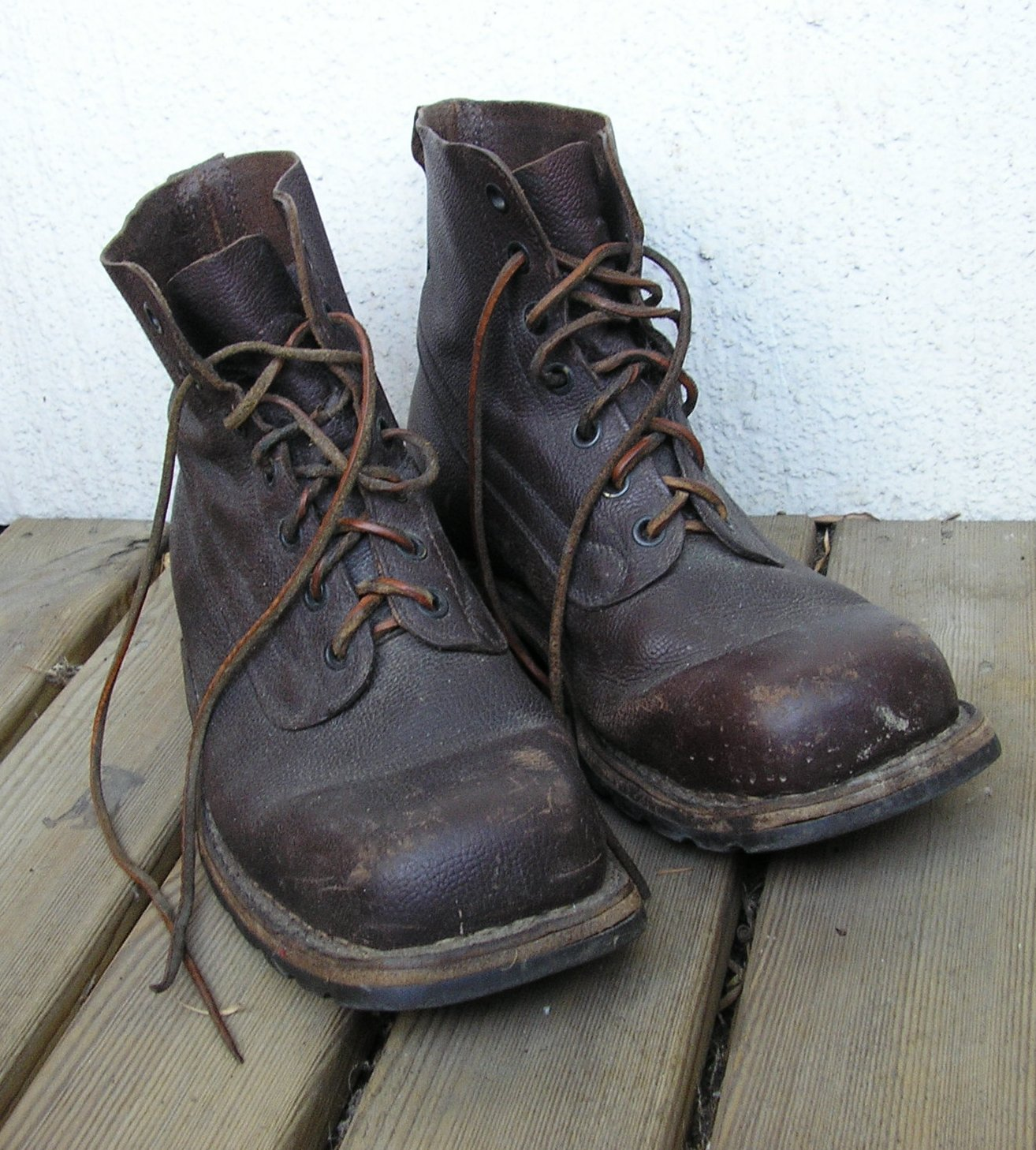
Botes de mitja canya: botes militars de campanya de tipus actual (model suec de 1959)

La bota de mitja canya és un tipus de bota que cobreix el turmell i una mica més amunt; és, doncs, més alta que la botina, però almenys la meitat de baixa que la bota alta o de muntar. A la manera de les botines, les botes de mitja canya generalment són obertes i es corden amb cordonatge frontal (amb el corresponent doble joc d'ullets) i/o amb sivelles laterals.
El terme català bota de mitja canya equival a l'anglès middle boot; a l'espanyol bota de media caña (i, sobretot en àmbit militar, borceguí); al francès brodequin (i, en models d'estil militar, col·loquialment ranger); a l'italià stivaletto (i, en models d'estil militar, col·loquialment anfibio); al portuguès bota de meio cano o (al Brasil) coturno; etc., etc.

## Ús militar
La bota de mitja canya començà a substituir la tradicional botina, tímidament, en entreguerres, quan alguns exèrcits (Àustria, Bèlgica, Suïssa, Suècia, Irlanda...) tendiren a elevar les botes de tropa fins a l'autèntica mitja canya, i, alhora, a prescindir de benes i polaines. Un exèrcit tan poc d'avantguarda com l'espanyol tanmateix adoptà botes de mitja canya de tipus modern per a la Legió el 1938, i les generalitzà a tot l'exèrcit el 1943. Aquesta tendència culminaria durant la Segona Guerra Mundial en els diversos models de bota de campanya desenvolupats per les forces armades dels EUA.
D'ençà la segona postguerra mundial les botes de mitja canya són el calçat de campanya (i de servei diari) de tots els graus, arran el nou concepte d'uniforme de campanya en què l'oficialitat només es distingeix de la tropa per les divises.
En les darreres dècades s'han desenvolupat tipologies de bota de canya militar dotades de característiques específiques per a certs medis. Es tracta, especialment, de la bota de jungla i de la bota de desert.
Usualment les botes de mitja canya d'ús militar, com les altres usades per les forces armades, duen la sola ferrada, és a dir, reforçada amb claus.